# Каду шурбо
Каду шурбо — це традиційний густий суп таджицької кухні, яка готується з м'яса та овочів. Цей суп часто містить великі шматки м'яса, зазвичай яловичини або баранини, які спочатку обсмажуються з цибулею, морквою та помідорами, а потім тушкуються з такими овочами, як картопля та болгарський перець, разом з різними спеціями та травами.

## Приготування
1. М'ясо нарізати великими шматками та обсмажити з цибулею, морквою та помідорами до золотистої скоринки.
2. Додати нарізану картоплю та болгарський перець, залити водою та тушкувати до готовності овочів.
3. Приправити спеціями та травами за смаком та варити до готовності м'яса.

## Історія та культурне значення
Каду шурбо відіграє важливу роль у таджицькій кухні, яка відома своїми ситними та ароматними супами. Шурбо в перекладі з таджицької означає "суп", і це одна з найпоширеніших страв, яку можна знайти по всьому Таджикистану. Традиційно, супи в таджицькій кухні густі, багаті на спеції та трави, що надає їм особливого смаку та аромату.